# 厄施維爾

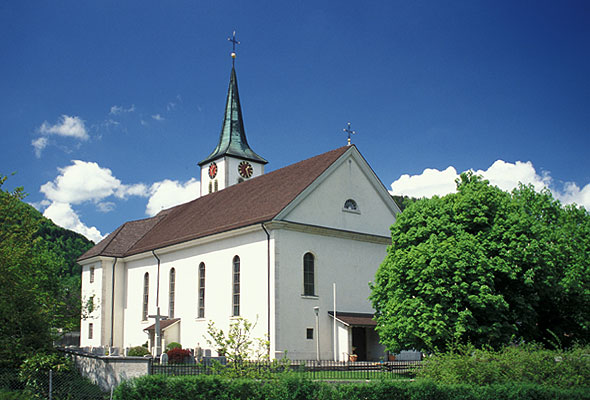

厄施維爾是瑞士的城鎮，位於該國北部，由索洛圖恩州負責管轄，面積7.43平方公里，海拔高度447米，2012年人口898，八成人口信奉羅馬天主教，人口密度每平方公里121人。